# Rudolf Heinz (Geologe)
Rudolf Heinz (* 26. Dezember 1900 in Mülheim an der Ruhr; † 16. Dezember 1960 in Leipzig) war ein deutscher Geologe.
Heinz besuchte von 1915 bis 1921 das Lehrerseminar Münstermaifeld (Eifel). Dann studierte er 1921 bis 1926 Geologie und Paläontologie in Hamburg bis zur Promotion zum Dr. rer. nat. mit der Schrift Beitrag zur Kenntnis der Stratigraphie und Tektonik der oberen Kreide Lüneburgs. Von 1926 bis 1936 arbeitete er als Wissenschaftlicher Assistent am Geologischen Institut der Universität Hamburg. Nach seiner Habilitation lehrte er seit 1929 als Privatdozent und seit 1936 als nichtbeamteter außerordentlicher Professor für Geologie an der Universität Hamburg. 1933 exponierte er sich als Denunziant gegen seine Kollegen Karl Gripp und Roland Brinkmann. 1937 erhielt Heinz einen Lehrstuhl an der Universität Leipzig als Nachfolger von Franz Kossmat und leitete dort das Geologisch-Paläontologische Institut. 1941 bis 1944 war er Dekan der Philosophischen Fakultät der Universität Leipzig. 1945 wurde Heinz aus politischen Gründen entlassen und lebte fortan als Privatgelehrter in Leipzig.
Heinz trat zum 1. Mai 1932 der NSDAP bei (Mitgliedsnummer 1.157.543). Er unterzeichnete im November 1933 das Bekenntnis der Professoren an den deutschen Universitäten und Hochschulen zu Adolf Hitler. 1943 bis 1945 war er Gaudozentenbundführer von Sachsen.